# Русский каганат
Ру́сский кагана́т — гипотетическое государственное образование народа русь (русов), хронологически предшествовавшее Киевской Руси.
В ряде источников IX века правитель русов назывался каганом (хаканом). Самое раннее сообщение об этом относится к 839 году (Бертинские анналы), когда, согласно древнерусским летописям, ещё не существовало варяжских княжеств в Новгороде и Киеве. Каган — тюрко-монгольский титул, который носили верховные правители кочевых империй. Вероятнее всего, русь могла заимствовать его у хазар. В источниках X века титул по отношению к правителям Руси  не применяется, что может свидетельствовать о том, что он вышел из употребления. Однако он появляется в ряде древнерусских текстов XI—XII веков применительно к киевским князьям. Исследователи предполагают, что в это время он использовался неофициально, как панегирик, так как не являлся христианским.
Общепринятого взгляда на историю Русского каганата не существует по причине недостатка источников. Время его возникновения может быть определено только гипотетически. Гипотетическим является и отождествление его с каким-либо из «суперсоюзов» восточнославянских племён. Большинство исследователей считает, что в своём первоначальном виде Русский каганат мог существовать до второй половины или конца IX века, затем уступив место объединениям, описанным в русских летописях.
Термин «Русский каганат» (в форме «русский хаганат») был введён в научный оборот историком и драматургом Степаном Гедеоновым в 1862 году.

### IX век
- Бертинские анналы, 839 год — хакан народа Рос
  - В этой официальной франкской хронике содержится первое бесспорное упоминание руси вообще и государственности этого народа в частности[5] — рассказ о византийском посольстве, прибывшем в Ингельгейм ко двору императора Франкского государства Людовика I Благочестивого 18 мая 839 года. Вместе с византийцами прибыли посланные византийским императором Феофилом люди, о которых хронист сообщает следующее:

С ними [послами] он [Феофил] прислал ещё неких [людей], утверждавших, что они, то есть народ (gens) их, называются рос (Rhos) и что король (rex) их, именуемый хаканом (chacanus), направил их к нему, как они уверяли, ради дружбы. В упомянутом послании он [Феофил] просил, чтобы по милости императора и с его помощью они получили возможность через его империю безопасно вернуться, так как путь, которым они прибыли к нему в Константинополь, пролегал по землям варварских и в своей чрезвычайной дикости исключительно свирепых народов, и он не желал, чтобы они возвращались этим путём, дабы не подвергались при случае какой-либо опасности. Тщательно расследовав [цель] их прибытия, император [Людовик] узнал, что они из народа свеев (Sueones), и, сочтя их скорее разведчиками и в той стране, и в нашей, чем послами дружбы, решил про себя задержать их до тех пор, пока не удастся доподлинно выяснить, явились ли они с честными намерениями или нет.
Оригинальный текст (лат.)Misit etiam cum eis quosdam, qui se, id est gentem suam, Rhos vocari dicebant, quos rex illorum chacanus vocabulo ad se amicitiae, sicut asserebant, causa direxerat, petens per memoratam epistolam, quatenus benignitata imperatoris redeundi facultatem atque auxilium per imperium suum toto habere possent, quoniam itinera, per quae ad illum Constantinopolim venerant, inter barbaras et miniae feritatis gentes inmanissimas habuerant, quibus eos, ne forte periculum inciderent, redire noluit. Quorum adventus causam imperator diligentius investigans, comperint, eos gentis esse Sueonum. Exploratores potius regni illius nostrique quam amicitiae petitores ratus, penes se eo usque retinendos iudicavit, quoad veraciter inveniri posset, utrum fideliter eo necne pervenerint; idque Theophilo per memoratos legatos suos atque epistolam intimare non distulit, et quod eos illius amore libenter susceperit, ac, si fideles invenirentur, et facultas absque illorum periculo in patriam remeandi daretur, cum auxilio remittendos; sin alias, una cum missis nostris ad eius praesentiam dirigendos, ut, quid de tulibus fieri deberet, ipse decernendo efticeret.

Хронист, по сути, пересказывает фрагмент дипломатической переписки двух императоров. Этноним рос (Rhos) и обозначение правителя хакан (chacanus) представляют собой результат стандартной книжной повторной записи (транслитерации) средствами средневековой латыни греческих слов ‘Ρώς и χακανος из упомянутого в тексте хроники сопроводительного письма императора Феофила (лат. imperatori dignis epistola), привезённого византийско-росской делегацией из Константинополя. Росы оказываются свеями, то есть шведами, скандинавами.
- Письмо Людовика II, 871 год — хаган норманнов
  - В ответном письме на послание византийского императора Василия I (не сохранившееся) франкский император Людовик II спорит о титулах иностранных правителей и заявляет, что франки (в отличие от византийцев?) называли хаганом (chaganum) только государя авар, а не хазар или норманнов:

Хаганом же мы называем государя авар, а не хазар или норманнов, а [правитель] болгар называется не государем, а королём или господином.
Оригинальный текст (лат.)Chaganum vero nos prelatum Avarum non Gazanorum aut Nortmannorum nuncupari repperimus neque principem Vulgarum sed regem vel dominum Vulgarum. 

О чём говорилось в утраченном послании Василия I — неизвестно. Норманны (букв. «северные люди») в данном случае надёжно отождествляются с русами на основании ряда аналогий в других латинских источниках того времени (в «Венецианской хронике» Иоанна Диакона рубежа X—XI веков, а также у известного писателя и дипломата Лиутпранда Кремонского, побывавшего в Константинополе в качестве посла в 949 и 968 годах).
- Арабо-персидские географы, вторая половина IX века — хакан рус (араб. ‎и перс. خاقان روس‎)
  - Произведения, восходящие к так называемой «Анонимной географической записке» IX века (создана не позднее 870-х — 890-х годов), в которой содержится древнейший пласт арабских сведений о Восточной Европе. Источники — Ибн Русте, Гардизи, ал-Марвази, Худуд аль-алам и др. — сообщают, что русы отличаются от славян и обитают на острове, а их правитель называется хаканом[12]. Это единственное описание Русского каганата как политической и территориальной структуры, и в отличие от двух предыдущих свидетельств, которые допускают альтернативные трактовки, здесь титул кагана ассоциируется с русами напрямую. Ибн Русте, «Книга дорогих ценностей»:

Что же касается русов (ар-русийа), то они — на острове, окружённом озером. Остров, на котором они живут, протяжённостью в три дня пути, покрыт лесами и болотами, нездоров и сыр до того, что стоит только человеку ступить ногой на землю, как последняя трясётся из-за обилия в ней влаги. У них есть царь, называемый хакан-рус. Они нападают на славян, подъезжают к ним на кораблях, высаживаются, забирают их в плен, везут в Хазаран и Булгар и там продают. У них нет пашен, а живут они лишь тем, что привозят из земли славян.

### В период Киевской Руси
- Будущий митрополит Иларион в своих трактатах «Слово о законе и благодати» и «Исповедание веры» (1040-е годы) называет каганом Владимира Святославича («великий каган нашей земли», «каган наш Владимир») и его сына Ярослава Мудрого («благоверному кагану нашему Георгию», «благоверному кагану Ярославу»)[14][15].
- Короткая надпись, граффити на стене Софийского собора в Киеве: «Спаси, Господи, кагана нашего». Полагают, что речь идёт о сыне Ярослава Мудрого — Святославе Ярославиче, княжившем в Киеве в 1073—1076 годах[16].
- Автор «Слова о полку Игореве» (конец XII века) называет каганом тмутороканского князя Олега Святославича («Рекъ Боянъ и ходы на Святъславля пѣстворца стараго времени Ярославля Ольгова коганя хоти»)[17].

## Историография
Среди вариантов местоположения Русского каганата называются:
- Среднее Поднепровье (Б. А. Рыбаков[18]; Л. Н. Гумилёв, М. И. Артамонов, А. П. Новосельцев, А. В. Назаренко, А. А. Горский);
- Приазовье (Г. В. Вернадский[19]);
- Междуречье среднего Дона и верхней Оки до Среднего Поднепровья (В. В. Седов[20], П. Голден);
- Средний Дон и бассейн Северского Донца (Е. С. Галкина[21]);
- Север Восточной Европы, где ранее всего фиксируется скандинавское присутствие: Ладога — Рюриково городище в Новгороде — Ростов — Старая Русса (А. А. Шахматов[22], С. Ф. Платонов[23], В. В. Бартольд, О. Прицак, А. Н. Кирпичников[24], К. Цукерман, Д. А. Мачинский, Дж. Шепард, Е. А. Мельникова).

Нет единства в вопросе, что обозначал титул «каган». Обычно считается, что он отражал великодержавные претензии руси, во-первых, на равенство с хазарами, во-вторых, на соперничество с ними в контроле над славянскими племенами. Согласно менее распространённой точке зрения (С. А. Гедеонов, Г. В. Вернадский, П. Голден, О. Прицак), он, напротив, свидетельствовал о вассальной зависимости русов от хазар, поскольку в политической системе Хазарии существовало несколько «младших» каганов. Согласно третьей точке зрения, русь могла называть своим правителем кагана Хазарии (В. Г. Васильевский, А. П. Толочко).
Повышенное внимание исследователей традиционно привлекает сообщение Бертинских анналов, которое является самым первым датированным известием о русах вообще. Оно было введено в научный оборот Готлибом Байером. Байер и немного позже Герхард Миллер идентифицировали «chacanus» латинского текста с титулом каган. Ф. Г. Струбе де Пьермонт и А. Л. Шлёцер интерпретировали это слово иначе — как скандинавское личное имя Хакон. Такой же точки зрения придерживался Н. М. Карамзин. Спор двух трактовок продолжался до второй половины XIX века, став предметом полемики между «норманистами» и «антинорманистами». Версию о титуле поддерживали последние. В дореволюционной историографии допускалась ещё одна гипотетическая возможность толкования, при котором отправителем посольства могли быть хазары, а представители русов были просто наняты ими в качестве послов. Возможность такой трактовки основана на том, что фраза «король их» относится к послам, а не к народу рос. Известно, что как раз в этот период Византия и Хазарский каганат поддерживали обмен посольствами в связи со строительством крепости Саркел. Обе трактовки (имя или хазарская принадлежность) иногда можно встретить и в современной литературе. «Хазарскую» точку зрения недавно актуализировал А. П. Толочко, по мнению которого, хазарский каган подразумевается и в арабских сообщениях о русах. В качестве нового аргумента он предложил именно так трактовать знаменитый рассказ Ибн Фадлана, в котором быт правителя русов уподоблен быту правителя хазар.
Первым, кто использовал термин «Русский каганат» и описал его как особое государственное образование, существовавшее до призвания славянами Рюрика, был С. А. Гедеонов. В своей работе «Отрывки из исследований о варяжском вопросе» он впервые собрал воедино все свидетельства о русском кагане (к тому времени уже были известны все источники, кроме софийской надписи, открытой в XX веке Н. П. Сычёвым) и сформулировал следующее заключение:

Ни одно из начальных явлений нашей древней истории не утверждено на доказательствах более положительных, официальных, не зависящих друг от друга. Русский хаганат в 839—871 годах вернее призвания варягов, договоров Олега, Игоря, Святослава, летописи Нестора. Существование русского хаганата в IX веке (839—871 гг.) неопровержимый исторический факт.

По Гедеонову, Южная Русь находилась в подчинении у хазар, и русский каган был наместником хазарского. Современный взгляд на Русский каганат как структуру изначально независимую и конкурирующую с хазарами утвердился в послевоенной советской историографии, начиная с работ В. В. Мавродина, Б. А. Рыбакова и М. И. Артамонова.
В российской историографии 1990-х — 2000-х годов получили известность авторские концепции Русского каганата В. В. Седова, Е. С. Галкиной и А. А. Горского.
Седов, вслед за М. И. Артамоновым, не отрицая влияния норманнов на севере, выводил этноним русь из иранских корней. Он признавал этимологическую версию О. Н. Трубачёва наиболее обоснованной. Седов отождествил Русский каганат с волынцевской археологической культурой у северо-западных границ Хазарии и связал с его деятельностью возведение хазарами серии каменных пограничных крепостей в царствование византийского императора Феофила. Преимущественно славянское население волынцевской культуры, по мнению Седова, у соседних народов было известно под названиями «поляне», «росы/русы» («…поляне, яже ныне зовомая русь» — «Повесть временных лет»), а административный центр нового объединения располагался на месте современного Киева. Конец Русского каганата автор концепции увязывает с захватом Киева вначале Аскольдом и Диром, а затем Олегом, и объединением с северными землями восточного славянства.
Е. С. Галкина считает русов аланским племенем, носителями донского варианта салтово-маяцкой культуры. Галкина ссылается на статью Г. Е. Афанасьева, согласно которой традиционная концепция салтово-маяцкой культуры как государственной культуры Хазарского каганата неверна. Салтово-маяцкую культуру Галкина связывает с Русским каганатом. Столицей Русского каганата исследовательница считает Салтовское городище — недостаточно исследованную и ныне гибнущую в процессе застройки современного села Верхний Салтов древнюю крепость.
А. А. Горский присоединился к идее, ранее высказанной О. Прицаком, о том, что Русский каганат обязан своим возникновением родственнику хазарского кагана, бежавшего из Хазарии в ходе разразившейся там политической смуты.
Г. В. Вернадский считал, что Русский каганат размещался в Приазовье, и датировал период его существования 737—839 годами.
А. П. Новосельцев считал, что правитель русов принял титул хакан в первой трети IX века. Титул символизировал его претензии на независимость от Хазарии, а также отражал реальное положение русского правителя, под властью которого уже должны были находиться другие правители. В конце IX века после объединения южнорусских и северорусских земель титул хакан остался за князьями Киева.
О. Прицак Русский каганат помещал в Верхнем Поволжье.
А. Н. Кирпичников допускает, что ещё до 839 года (прибытия послов хакана росов в Ингельгейм) центром Русского каганата была Ладога.
Согласно Д. А. Мачинскому, государство русов появляется в последней трети IX века на болотистом «острове русов» арабских авторов. По мнению учёного, «к началу IX в. в Поволховье и на Сяси археологически выявлены все необходимые элементы для того, чтобы правитель этой области… „в пику“ хазарскому кагану мог гордо именовать себя тем же титулом».
К. Цукерман выделяет два периода формирования Древнерусского государства, первый из которых соответствует эпохе Русского каганата, второй — эпохе государства Рюрика. Центр каганата учёный помещает в Новгородском Городище, поскольку присутствие скандинавов археологически засвидетельствовано в Поволховье именно в 830—860-е годы.
Е. А. Мельникова отмечает, что термин «князь» в «Повести временных лет» применяется к правителям разного ранга, статуса и происхождения. Помимо правителей Руси, князьями именуются главы славянских племенных объединений, печенежские и половецкие ханы, литовские вожди и др. Летописи отражают терминологию периода не ранее конца XI — начала XII века; договоры Руси с Византией, включённые в состав «Повести временных лет», несут следы поновления терминологии. Все эти наблюдения, по мнению Мельниковой, в отношении терминологии IX—X веков заставляют отдавать предпочтение не летописным и связанным с ними текстам, а более малочисленным, но аутентичным синхронным источникам: древнерусским эпиграфическим текстам и иноязычным свидетельствам. А эти источники применительно к русским правителям раннего периода отражают титул «каган». Мельникова считает, что термин «каган» оставался официальным титулом киевского князя вплоть до последней четверти XI века (граффити с упоминанием кагана, предположительно Святослава Ярославича). Титул «каган» на протяжении XI века начал заменяться, а к концу столетия был окончательно вытеснен титулом «князь». При этом правители славянских племён, согласно арабским источникам, именовались князьями и ранее, в IX веке. Русам необходимо было маркировать свой особый статус, отличный от славянской племенной знати, что требовало принятия ими инокультурного по отношению к славянам титула, причём более высокого ранга. Подходящим был титул «каган», заимствованный у хазар. Этим титулом пользовались правители русов сначала Волховско-Ильменского региона, а после установления власти над Средним Поднепровьем — Киевской Руси. При этом сам термин «Русский каганат» Мельникова не использует. Также Мельникова отмечает, что Олег Святославич был не только князем Тмуторокани, но и крымских хазар, что и может объяснять его титулование каганом в «Слове о полку Игореве».
А. О. Шевцов предложил использовать нумизматический материал для локализации территории Русского каганата, с которой было отправлено посольство 839 года. Находки медных и золотых монет императора Феофила в Гнёздове и Рюриковом городище свидетельствуют в пользу того, что население этих пунктов имело прямое или опосредованное отношение к контактам второй трети IX века с Византией. Вместе с тем, выявленная ранняя волна поступления монет императора никак не отражена в массе находок фоллисов на юге Руси, что может свидетельствовать в пользу северной локализации исходной территории русов.
А. Е. Мусин, Н. В. Ениосова и Т. А. Пушкина предложили рассматривать в качестве источника по истории посольства 839 года находки печатей протоспафария Феодосия, главы посольства, отправленного императором Феофилом в Западную Европу для рекрутирования наёмников и закупки железа для византийской армии, терпевшей поражения от арабов в 837—838 годах, из Хедебю, Рибе и Тиссё.

## Критика
Ряд исследователей подвергают концепцию «Русского каганата» IX века критике.
В. Я. Петрухин называет её «историографическим фантомом», поскольку, по его мнению, ни на чём, кроме упоминания титула «каган», эта концепция не основана. Историк отмечает, в частности, что мусульманский географ Ибн Хордадбех в «Книге путей и стран», около 840 года сообщающий о том, что «цари тюрок, Тибета и хазар — все они каганы, за исключением царя карлуков», не наделяет этим титулом правителя описываемых им русов. Тем не менее, в другой работе исследователь отмечает, что историографическая проблема «Русского каганата» сводится к вопросу о том, насколько реальными были претензии русских правителей на титул кагана, то есть насколько эти претензии могли быть признаны правителями соседних государств. По мнению учёного, в Ингельгейме русью называли себя скандинавы, осевшие на речных магистралях севера Восточной Европы. Использование хазарского «имперского» титула «каган» объясняется хазарским культурным и политическим наследием, включая контроль над частью бывшей территории Хазарии.
Как существующий только «на страницах учёных трудов» охарактеризовал Русский каганат А. П. Толочко. В своей книге «Очерки начальной Руси» 2015 года, которая является последней по времени работой, подробно разбирающей вопрос о Русском каганате, исследователь дал скептическую оценку всем трём свидетельствам IX века, указав на проблемные места каждого из них. По мнению Толочко, деятельность ранних русов не может быть описана в терминах государственности. Тот факт, что с ними ассоциировался каганский титул, свидетельствовал, скорее всего, лишь о том, что они действовали на территориях, подконтрольных Хазарии.